# Castillo de Sainte-Assise

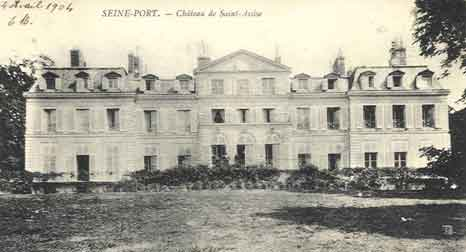
Castillo de Sainte-Assise.

El castillo de Sainte-Assise (también escrito como Saint-Assise) es un castillo del siglo XVIII que está en Seine-Port (Seine-et-Marne).

## La abadía real de Saint-Acire
El priorato de Saint-Acire fue fundado hacia 1135 bajo la invocación de san Acire o Achérie (Acerius). No fue hasta mucho más tarde cuando el nombre se corrompió en Sainte-Assise. El priorato se convirtió poco después en abadía real de Sainte-Acire, filial de la abadía de Preuilly, dependiente ella misma de la abadía de Cîteaux. 
Luis VII tomó la abadía bajo su protección y le donó un conjunto de terrenos, entre los que se encontraban los bosques cercanos de Sénart y de Beaulieu, en 1146 y 1147. Otras muchas donaciones se sucedieron, confirmadas por el papa Alejandro III en 1164.
En los años de 1150, fueron emprendidos los trabajos de una nueva abadía situada en un lugar más salubre, dominando el Sena, llamado Barbeel o Barbeau. Se construyó allí un magnífico monasterio, cuya iglesia abacial pudo ser consagrada en 1178. La abadía se llama desde entonces abadía de Barbeau y Saint-Acire volvió a ser un simple priorato.
Este priorato fue transferido, unos años más tarde, a una altura que dominaba el Sena, sin duda por las mismas razones de insalubridad que habían conducido a la abadía a mudarse.

## El castillo de los Caumartin (sigloXVIII)
A finales del siglo XVI, los Caumartin, poseedores del señoría de Saint-Port, quisieron construir un nuevo castillo porque la casa señorial feudal, construida en el siglo XIII, estaba en mal estado y mal situada.
Mediante intercambio, establecido con el abad comendador de Barbeau, Benjamin de Brichanteau, Louis Lefèvre de Caumartin adquirió en 1608 los terrenos sobre los que se eleva el priorato de Saint-Acire. En el lugar de los edificios, de lo que no se conserva más que la capilla, hizo edificar un magnífico castillo en forma de paralelogramo acotado por dos pabellones, provistos de tres grandes terrazas que se extienden hasta el Sena. Para él, Enrique IV elevó a baronía el señorío de Saint-Port.
La baronía de Saint-Port y el señorío de Sainte-Assise pasaron en 1623 a la viuda de Louis Lefèvre de Caumartin, Marie Miron, y, después, en 1645 a su hijo, Jacques Lefèvre de Caumartin. En 1682, sus herederos vendieron el dominio a Antoine de Benoist cuya viuda, Catherine Goy, lo cedió en 1695 al diplomático y poeta Jean de La Chapelle (1655-1723).

## Sainte-Assise en elsigloXVIII
La Chapelle vivió poco en Sainte-Assise y vendió el castillo hacia 1700 a Jean Glucq (o Gluck), industrial de origen holandés que había creado una manufactura de tinte en la calle de Bièvre en París y que había hecho una buena fortuna asociándose a François Jullienne, fabricante de paños, con cuya hermana Marie Charlotte Jullienne se había casado.

### El castillo en tiempos de Jean-Baptiste Glucq
En 1709, donó el castillo a su primogénito Jean-Baptiste Glucq, que era amigo de la condesa de Verrue, asidua de la corte de Luis XV que le estaba agradecido por haber confiado a Madame de Ventadour un remedio que le habría permitido curarse de pequeño de la viruela. Ella se convirtió en la inspiración de Sainte-Assise, durante la estancia del rey en Fontainebleau y en 1736, legó a Glucq, como regalo por su amistad, algunos cuadros y una araña e cristal proveniente de su hotel de Hauterive. Glucq fue un mecenas fastuoso, que recibía en sus dominios a muchos artistas, entre ellos el pintor Watteau. Adquirió la célebre biblioteca de Bernard de La Monnoye, vecino suyo en París, derrotado por el fallecimiento de su mujer y arruinado por el sistema de Law, dándole solo una renta. Recibió a Luis XV en Sainte-Assise y, como el rey había señalado lo exiguo del comedor, hizo construir un tercer pabellón contiguo al castillo inmediatamente después de la visita real.
En su Voyage pittoresque des environs de Paris (1757), Antoine-Nicolas Dezalliers d'Argenville evoca así el castillo de Sainte-Assise en esa época:
- Datos: Q2970595
- Multimedia: Château de Sainte-Assise / Q2970595